# Francisco de Lorenzana
Francisco Antonio de Lorenzana y Butrón (León, España, 22 de septiembre de 1722-Roma, Estados Pontificios, 17 de abril de 1804) fue un cardenal, historiador, liturgista y humanista ilustrado español, hermano del deán de Zaragoza y obispo de Gerona Tomás de Lorenzana.

## Biografía
Sus padres fueron Jacinto Lorenzana y Josefa Salazar, pero él siempre firmó Lorenzana y Butrón. Al acceder a la Cruz de Carlos III, adujo que sus ascendientes eran nobles. Tras completar sus estudios en el colegio jesuita de su ciudad natal, entró al estado eclesiástico y alcanzó una canonjía en Toledo. Desde el 5 de junio de 1765 al 14 de abril de 1766 asumió el obispado de Plasencia. De ideología acentuadamente regalista, impulsó la expulsión de los jesuitas en 1767. Desde el 14 de abril de 1766 al 27 de enero de 1772 asumió el arzobispado de México, donde desplegó una energía y capacidad de trabajo tales que se hizo tan famoso como temido, sobre todo por los conventos de monjas, cuyos estatutos intentó reformar, y por los jesuitas, contra los cuales chocó desde el principio. Supo conjugar la fe católica con el reformismo ilustrado e intereses sociales e incluso científicos.
Recogió y publicó las actas de los primeros concilios provinciales de México en 1555, 1565 y 1585: Concilios provinciales, I, II, III, de México (México, 1769-70). En 1771 él mismo convocó el cuarto concilio provincial mexicano, que comenzó el 13 de enero y terminó el 26 de octubre. Infortunadamente sus decretos, que envió a Madrid para ser confirmados, no fueron aprobados por los monarcas ni por el Papa y quedaron sin publicar. También se dedicó a la historia profana escribiendo y anotando prolija y eruditamente una Historia de la Nueva España, escrita por su esclarecido conquistador Hernán Cortés (México, Joseph Antonio de Hogal, 1770) que incluye la primera edición mexicana de las Cartas de Relación de Hernán Cortés, con importantes mapas y ampliaciones con textos de Lorenzo Boturini Benaducci y fray Agustín de Betancourt. 
Regresó a España en 1772, promovido a la sede primada de Toledo, y permaneció al frente de esta arquidiócesis hasta el año 1800, en que renunció al puesto en teoría por razones de salud, si bien la causa verdadera eran sus conflictivas relaciones y roces con el valido Manuel Godoy. Allí reunió una gran biblioteca que hizo pública en 1771 y levantó un apropiado y funcional edificio para la misma. Formó una colección de 379 incunables, cerca de mil manuscritos de los siglos XI al XIX y más de 100.000 libros impresos entre el siglo XVI y el XIX, que constituyeron el núcleo de la Biblioteca Pública del Estado en Toledo, integrada en 1998 en la actual gran Biblioteca de Castilla-La Mancha.
Buscó y preparó la edición de los antiguos escritores hispanolatinos toledanos, que apareció publicada al fin bajo el título SS. Patrum Toletanorum opera (Madrid, 1782-93). Asimismo preparó la edición del breviario gótico del rito mozárabe, Breviarium Gothicum (Madrid, 1775), y del misal mozárabe Missale Gothicum (Roma, 1804). En las introducciones a estas ediciones discurre con gran erudición sobre liturgia mozárabe. Mandó realizar las llamadas Descripciones o Relaciones de Lorenzana (1784), un cuestionario de catorce preguntas al que debían contestar los vicarios, jueces eclesiásticos y curas párrocos del arzobispado para recabar información de todo tipo sobre la archidiócesis, sobre aspectos tan variados como los sistemas de cultivos, las limitaciones climáticas, la comercialización de los productos, la bondad de sus aguas o la enfermedad más común que se sufría en su pueblo, entre otras informaciones fundamentalmente de naturaleza geográfica. El manuscrito con las respuestas se conserva en el Archivo Diocesano de Toledo. Y junto al interés por el presente de su diócesis, sintió casi el mismo por su pasado medieval: quiso editar las obras de primitivos autores cristianos toledanos venerados en Toledo, como San Eugenio, Eulogio, San Ildefonso y Julián de Toledo, pero también recuperó el Manus fortis de Maimónides, mostrando así su multiculturalismo. La ingente tarea fue posible gracias a la colaboración de importantes eruditos, como su bibliotecario Pedro Manuel Hernández, el padre Enrique Flórez, Francisco Pérez Bayer, Faustino Arévalo o Francisco de Santiago Palomares. 
Consciente del espíritu de su siglo, Francisco Antonio de Lorenzana creó también un gabinete de historia natural y un museo de antigüedades (durante su estancia en México reunió una interesante colección de objetos etnográficos procedentes de los indios de California, cuadros de mestizaje pintados en Puebla de los Ángeles, piezas de cerámica de Tonalá (Guadalajara) y bateas de Michoacán, que trasladó a Toledo, desde donde se dispersaron por diferentes instituciones españolas. Por otra parte, encomendó al académico alicantino Ignacio Haan la construcción de un nuevo edificio para la Real Universidad de Toledo, el hoy llamado Palacio del Cardenal Lorenzanay la rehabilitación del Palacio Arzobispal, así como la construcción del Hospital del Nuncio Nuevo y la Puerta Llana de la catedral. La Biblioteca Arzobispal, de gran importancia y abultada por los fondos exclaustrados de los jesuitas, se vio enriquecida con el Fuero Juzgo. Entre 1794 y 1797 fue nombrado Inquisidor General. Pero se dejó comprometer en este difícil cargo en el regalismo de la política de Mariano Luis de Urquijo con la embajada a Roma de marzo de 1797, en la que figuraba junto a Rafael de Múzquiz y Antonio Despuig, que culminó con el denominado decreto de Urquijo (5 de septiembre de 1799, redactado por José de Espiga y con el apoyo de la denominada facción jansenista), que se revocó el 29 de marzo de 1800, sustituyéndose a Urquijo por Godoy (que encabezaba la facción denominada jesuita o beata). Según Marcelino Menéndez Pelayo, se había dejado manipular por diversos intrigantes contra Manuel Godoy:
El cardenal Lorenzana tuvo en 1796 el valor laudable de admitir tres denuncias que otros tantos frailes le presentaron contra el Príncipe de la Paz como sospechoso de bigamia y ateísmo y pecador público y escandaloso. El arzobispo de Sevilla, D. Antonio Despuig y Dameto, famoso como arqueólogo y fundador del museo de Raxa, y el obispo de Ávila, Rafael de Muzquiz, confesor de la reina, juntaron sus esfuerzos contra el privado y acabaron de persuadir a Lorenzana, varón virtuoso y muy docto, pero que pasaba por tímido e irresoluto, a emprender la instrucción secreta que debía preceder al mandamiento de prisión. Llorente refiere, aunque su narración parece novelesca y poco creíble, que Bonaparte interceptó en Génova un correo de Italia en que venían cartas del nuncio Vincenti al arzobispo Despuig sobre este negocio y que, deseoso de congraciarse con Godoy, las puso en sus manos por medio del general Pérignon, embajador de la república francesa en Madrid. A consecuencia de esto fueron desterrados de España Lorenzana, Despuig y Muzquiz en 14 de marzo de 1797 con el irrisorio pretexto de mandarlos a consolar a Pío VI. Lorenzana murió en Roma después de haber mostrado magnificencia, digna de un príncipe italiano del Renacimiento, en costear las ediciones críticas que hizo el P. Arévalo de San Isidoro, de Prudencio, de Draconcio y de otros monumentos de nuestra primitiva Iglesia. Nunca logró volver a España; se le obligó a renunciar la mitra y le sustituyó el infante D. Luis de Borbón.

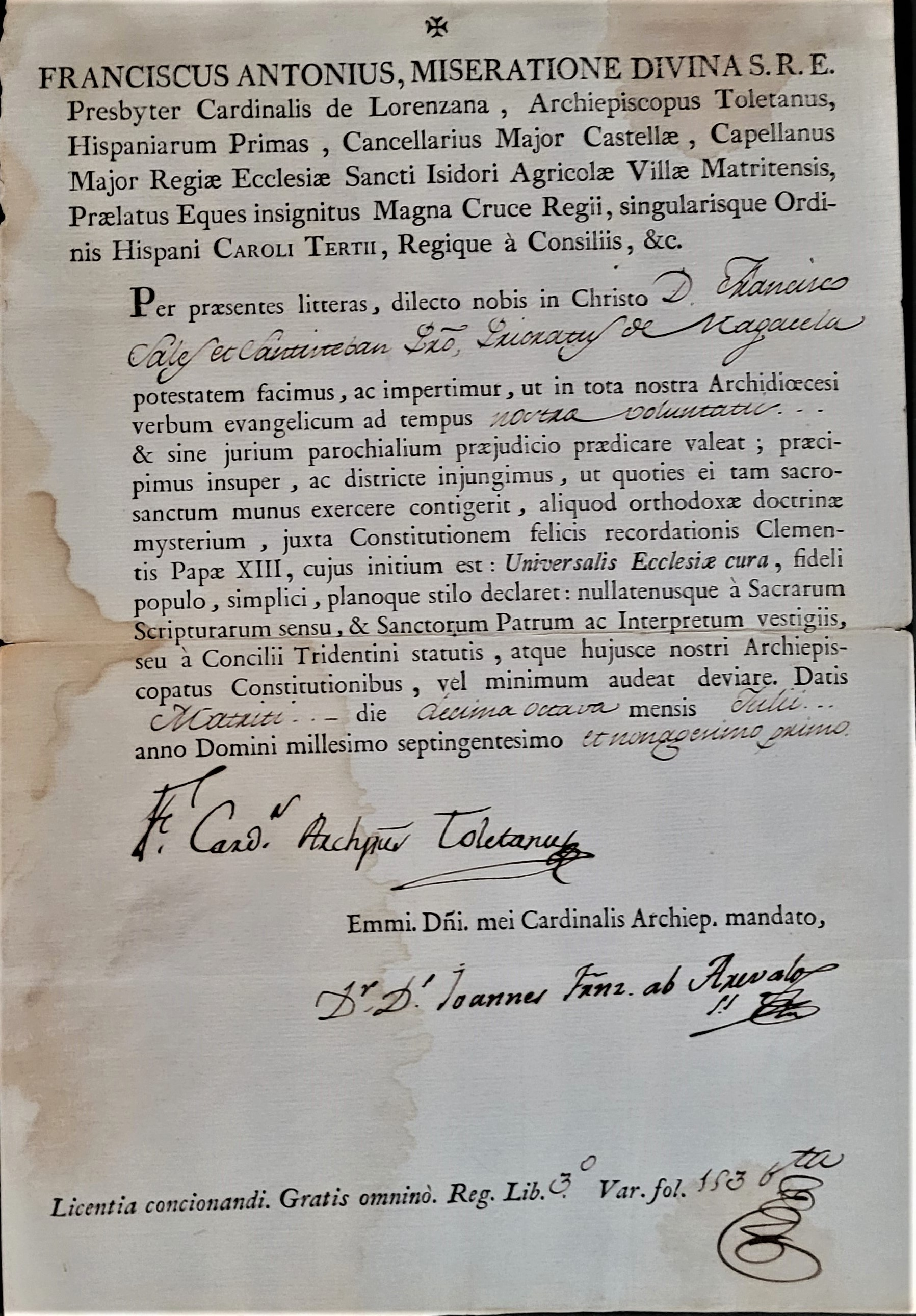
Documento con firma del cardenal Francisco Antonio de Lorenzana, 18 de julio de 1791

Resumiendo: Godoy fue acusado en 1797 de ateísmo por no haberse confesado en ocho años, el papa Pío VI apoyó al gran inquisidor Lorenzana y Napoleón ordenó interceptar el correo papal y la bula que ordenaba el arresto de Godoy, quien expulsó a Lorenzana y, en efecto, Lorenzana, que ya era un gran mecenas en Toledo, protegió y alentó en Roma los proyectos del jesuita expulsado, filólogo y humanista extremeño Faustino Arévalo, muy parecidos a los suyos, y le tuvo como secretario hasta su muerte. Al acaecer la misma, Arévalo pronunció su elogio fúnebre. En gran parte la edición de Arévalo de las S. Isidori Hispalensis Opera Omnia (Roma, 1797-1803) se debió a su empeño personal. Sin embargo, lo que motivó verdaderamente su caída en desgracia fue haber figurado en el bando jansenista, inclinado al regalismo, que negociaba en Roma con el Papa frente al bando piadoso y papista que encabezaba Godoy.
Su labor social fue memorable, aunque sus sucesores no supieron estar a la altura del formidable impulso que dio a estas empresas; fundó dos hospicios, en Toledo y Ciudad Real, en los que además se instruía a los menesterosos en faenas para que se ganaran la vida con una idea típicamente ilustrada de los beneficios que reporta la caridad activa. Acogió a los religiosos franceses emigrados por la Revolución francesa. Fue nombrado cardenal el 30 de marzo de 1789 por Pío VI y tras participar en el cónclave tras su fallecimiento (1799-1800), renunció a su arzobispado y acompañó al antiguo cardenal Chiaramonti y nuevo Papa Pío VII a Roma y allí permaneció hasta su muerte. En 1801 fundó una nueva Academia Católica en la Ciudad Eterna. El 17 de abril de 1804 murió a la edad de ochenta y dos años, tres días después, su cuerpo fue enterrado en el coro de la iglesia de la Santa Cruz de Jerusalén, en Roma. El 18 de septiembre de 1956, sus restos fueron trasladados a la cripta de los arzobispos de la catedral metropolitana de México. Durante su estancia en Roma, Lorenzana adquirió una parte de la colección de manuscritos que había coleccionado el cardenal Zelada. A su muerte nombró como herederos suyos a todos los pobres.
En la sala capitular de la Catedral de Toledo se conserva el retrato del cardenal, realizado por el pintor Zacarías González Velázquez.